# 巴西尼地区昂迪伊
巴西尼地区昂迪伊（法語：Andilly-en-Bassigny，法語發音：[ɑ̃diji ɑ̃ basiɲi]），或纯音译作昂迪伊昂巴西尼，是法国上马恩省的一个市镇，属于朗格勒区。

## 地理
巴西尼地区昂迪伊（47°55'22"N, 5°31'30"E）面积8.42 平方千米，位于法国大東部大區上马恩省，该省份为法国东北部内陆省份，北起马恩省和默兹省，西接奥布省，西南接科多尔省，东南接上索恩省，东临孚日省。
与巴西尼地区昂迪伊接壤的市镇（或旧市镇、城区）包括：巴西尼地区马西伊、瓦勒德默兹、普莱努瓦、普瓦瑟勒、朗索尼耶尔、阿夫勒库尔、巴西尼地区塞勒。

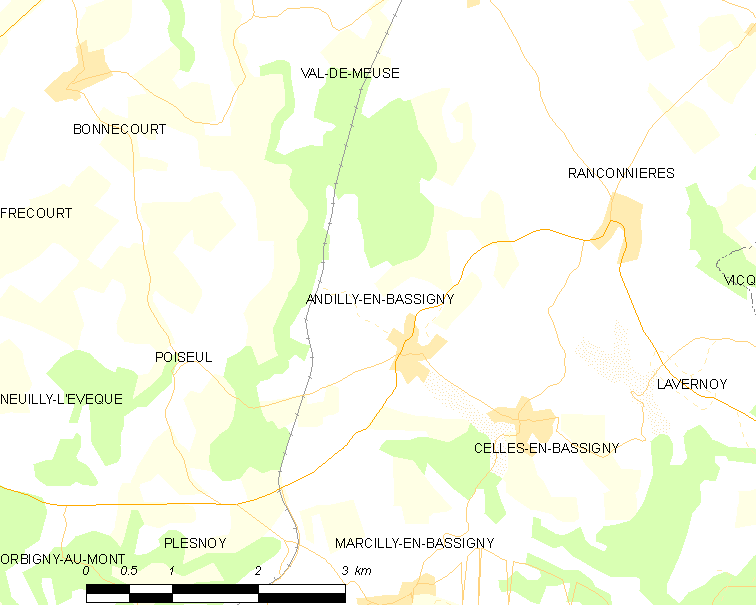
巴西尼地区昂迪伊的OSM定位图

巴西尼地区昂迪伊的时区为UTC+01:00、UTC+02:00（夏令时）。

## 行政
巴西尼地区昂迪伊的邮政编码为52360，INSEE市镇编码为52009。

## 政治
巴西尼地区昂迪伊所属的省级选区为诺让县。

## 人口

1962-2008年间巴西尼地区昂迪伊人口变化图示

巴西尼地区昂迪伊于2022年1月1日时的人口数量为106人。